# Paul Vignancour
Pour les articles homonymes, voir Vignancour.
Paul Vignancour (né le 7 mai 1908, mort le 8 novembre 1987) est un prélat catholique français.

## Biographie
Fils de Joseph Vignancour et frère de Pierre Vignancour, tous deux bâtonniers de l'ordre des avocats de Clermont-Ferrand, il est notamment évêque de Valence de 1958 à 1966 et archevêque de Bourges de 1969 à 1984.